# نهر شنيل
نهر شِنِيل أو نهر سَنْجَل أو نهر غرناطة أو نهر الثَلْج أو نهر حدره (تتأصل كلمتا شِنِيل وسِنْجِل من اللاتينية: Singilis) نهر يقع في جنوب شرق إسبانيا في منطقة الأندلس. ينبع نهر سنجل في مقاطعة غرناطة على ارتفاع 1.800 متر على مستوى سطح البحر. ويبلغ طوله 300 كلم يصب بعدها في الوادي الكبير على مستوى مقاطعة قرطبة. تبلغ مساحة حوض نهر سنجل 8.278 كم² وتمتد على كل من مقاطعات غرناطة وجيان ومالقة وقرطبة.